# FC Carlow
FC Carlow was een Ierse voetbalclub uit Tullow, County Carlow.
In 2007 werden plannen om met een regionale jeugdploeg onder de naam South East FC League of Ireland U20 Division deel te nemen. Dat gebeurde in 2008 als FC Carlow en de club nam vanaf 2009 ook deel aan het A Championship, het derde Ierse niveau. Nadat die competitie na het seizoen 2011 ophield te bestaan, kwam de club nog één seizoen uit in de League of Ireland U19 Division waarna de activiteiten gestaakt werden. Carlow speelde haar thuiswedstrijden in A Championship in The Valley in Ballon, daarbuiten werd in Hawkins Lane in Tullow gespeeld. In 2011 werd ook kort The Meadows in Graiguecullen gebruikt.